# São João dos Angolares
São João dos Angolares és una vila de São Tomé i Príncipe. Es troba al districte de Caué, al sud-est de l'illa de São Tomé. La seva població és de 1.132 (2008 est.).
La gent de la vila parla angolar (Ngola), una llengua criolla pròpia.
És la seu de l'equip de futbol UDRA (União Desportiva Rei Amador).